# Wilhelm Imhoff (Politiker)
Wilhelm Imhoff (* 14. Juli 1910 in Kassel; † 2. November 1989) war ein deutscher Großhändler und Politiker (CDU). Er war von 1953 bis 1978 Mitglied der Hamburgischen Bürgerschaft. Zudem war er Mitglied der Synode der Nordelbischen Evangelisch-Lutherischen Kirche und Evangelischen Kirche in Deutschland.

## Leben
Wilhelm Imhoff besuchte das Realgymnasium in Kassel, machte dann eine kaufmännische Lehre und ließ sich von 1929 bis 1931 zum Kaufmannsgehilfen ausbilden. Parallel dazu studierte er von 1929 bis 1934 in Hamburg Betriebswirtschaft. Er wurde 1934 mit der Dissertationsschrift Der Handel in orientalischem Rohtabak zum Dr. rer. pol. promoviert. Von 1932 bis 1938 arbeitete der Diplom-Volkswirt als kaufmännischer Sachbearbeiter. Im Jahr 1935 heiratete er Caroline Busch. Aus der Ehe gingen die Kinder Hanna und Jochen Imhoff hervor. Von 1937 bis 1948 war er Einzelprokurist und Leiter eines Metallwalzwerkes. 1948 machte er sich als Inhaber eines Großhandels für Laborbedarf als Großhandelskaufmann selbstständig. Zudem war er Vizepräsident des Bundesverbandes des deutschen Groß- und Außenhandels und Präsident der Vereinigung der europäischen Fachverbände für Laborbedarf in Brüssel. Von 1956 bis 1978 war er Vorsitzender des Landesausschusses Hamburg des Deutschen Evangelischen Kirchentages. Zudem war er Vorsitzender des ständigen Finanzausschusses der Synode der Evangelischen Kirche in Deutschland, der er von 1959 bis 1981, ebenso wie der Nordelbischen Synode, angehörte. Er war bis 1986 zehn Jahre Vorsitzender des Stiftungsrats der Stiftung Alsterdorfer Anstalten.

## Politik
Imhoff war Mitglied der CDU und dort Vorsitzender des Evangelischen Arbeitskreises der CDU Hamburg.
Von 1953, als er für das Wahlbündnis Hamburg-Block gewählt wurde, bis 1978 gehörte er der Hamburgischen Bürgerschaft an und engagierte sich dort vor allem Bereich der Kulturpolitik. So forderte er 1970, dass der Intendant des Thalia Theaters Boy Gobert auch zum Intendanten des Deutschen Schauspielhauses berufen werde. Ein Vorschlag, mit dem er sich jedoch nicht durchsetzen konnte. Die Bürgerschaft wählte ihn zum Mitglied der vierten Bundesversammlung, die 1964 Heinrich Lübke als Bundespräsident wiederwählte.
Als Deputierter der Kulturbehörde, der er neben seiner Abgeordnetentätigkeit war, wies er 1962 Forderungen, die Politik möge Einfluss darauf nehmen, welche Theater oder Stücke von subventionierten Einrichtungen besucht werden, zurück: „Es widerspricht den Grundsätzen einer freiheitlichen Kulturpolitik, den Organisationen der Volksbühne und des Kulturrings der Jugend Vorschriften über den Besuch von Theatern zu machen, deren Intendanten von ihrem Recht Gebrauch machen, politische Stücke zur Diskussion zu stellen.“ Dagegen kritisierte er im Dezember 1965 die Verleihung des Lessing-Preises an Peter Weiss wegen dessen Bekenntnis zum Kommunismus, da kommunistische Künstler nicht mit einem Staatspreis aus Staatsmitteln ausgezeichnet werden sollten.

## Ehrungen
- Ehrenvorsitz des Sozialpolitischen Ausschusses des Bundesverbandes des deutschen Groß- und Außenhandels
- Ehrenvorsitz der Landesvereinigung der Arbeitgeberverbände in Hamburg[8]
- Bugenhagen-Medaille (1972)
- Kronenkreuz in Gold (1976)
- Medaille in Silber für Treue im Dienst am Volk (1982)
- Bundesverdienstkreuz am Bande (1985)[8]

## Veröffentlichungen
- Die Kirche und ihr Geld. In: Evangelische Verantwortung. Meinungen und Informationen aus dem Evangelischen Arbeitskreis der CDU/CSU,. Heft März 1975, S. 3 ff.